# 모하마드 알리 보그라
모하마드 알리 보그라(우르두어: محمد علی بوگڑا, 벵골어: মোহাম্মদ আলী বগুড়া, 1909년 10월 19일~1963년 1월 23일)로 더 일반적으로 알려진 사이드 모하마드 알리 초두리(우르두어: سید محمد علی چوہدری, 벵골어: সৈয়দ মোহাম্মদ আলী চৌধুরী)는 벵골계 파키스탄인의 정치인, 외교관으로서 파키스탄의 제3대 총리를 지냈으며, 1953년 초드리 무함마드 알리 재무장관의 호의로 사임할 때까지 이 자격으로 임명되었다.
캘커타 대학교의 대통령직 대학교에서 교육을 받은 후, 그는 전인도 무슬림 연맹의 강령으로 정치 경력을 시작했고 1940년대에 당시 총리인 후세인 샤히드 수라와르디의 벵골 지방 내각에 합류했다. 1947년 파키스탄이 독립한 후, 그는 외교관으로 외무부에 합류하여 잠시 버마 주재 파키스탄 대사(1948년), 캐나다 주재 고등판무관(1949년~1952년), 미국 대사 두 번, 일본 대사(1959년~1962년)를 역임했다.
1953년 그가 미국에서 파키스탄으로 복무하다가 소환된 후, 그는 당시 총독이었던 굴람 무함마드 경이 승인한 임명에서 카와자 나지무딘 경을 총리로 교체했다. 그의 외교 정책은 소련과의 관계를 경시하면서 파키스탄과 미국 사이의 양자 관계 강화를 강력하게 추구했다. 그는 또한 인도와 평화를 이루기 위해 더 강한 군대를 추진했고 중화인민공화국과의 관계를 우선시하기 위해 개인적인 주도권을 잡았다. 국내에서는 1956년 파키스탄을 연방 의회 공화국으로 만든 헌법의 기초를 마련한 인기 있는 정치 공식을 성공적으로 제안했다. 그의 인기 있는 계획에도 불구하고, 그는 1959년까지 재임했던 주미 파키스탄 대사로 그를 다시 임명한 당시 총독 대행인 이스칸데르 미르자에게 지지를 잃었다.
1962년, 그는 1963년 사망할 때까지 파키스탄의 외무 장관으로서 아유브 칸 대통령의 행정부에 합류했다.

## 총리직

### 파면 및 주미 대사
1955년 8월 4일, 내각은 굴람 무함마드의 건강 악화로 인한 휴가 요청을 받아들였다. 그들은 내무부 장관 이스칸데르 미르자를 후임으로 선출했고, 그는 8월 7일 총독 대리로 취임했다.
임명 직후, 미르자 총독 대행은 보그라 총리와 벵골 출신임에도 불구하고 지역 격차에 대해 대립하기 시작했고, 보그라 총리가 사임하도록 강요하여 보그라의 행정을 끝냈다. 미르자 총독 권한대행은 또한 굴람 무함마드를 해임하고 정치적 발전을 상기시키기 위해 영국에 통지서를 보냈다.
미르자 총독은 재무장관으로 임명된 사이드 암자드 알리를 떠올리며 대신 보그라를 주미 파키스탄 대사로 임명했다.

## 아유브 행정

### 외무장관

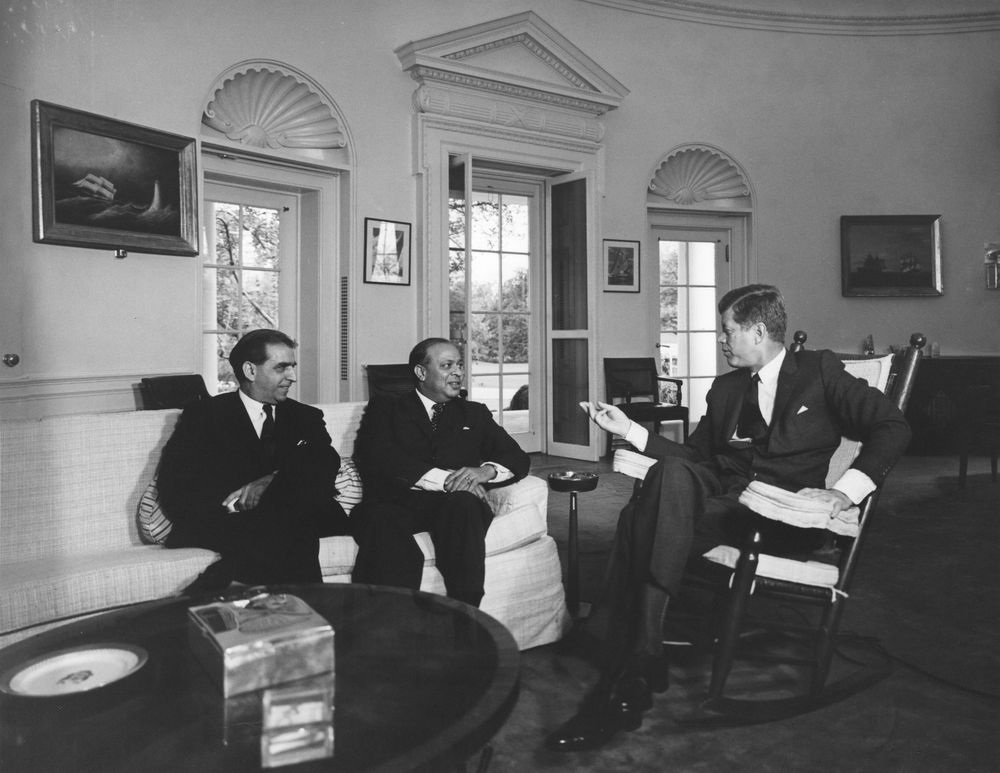
1962년 대통령 집무실에서 존 F. 케네디(오른쪽)와 함께 모하마드 알리 보그라(가운데)

1959년 당시 계엄령 행정관이었던 아유브 칸이 1958년 이스칸데르 미르자 대통령으로부터 정부 통제권을 넘겨받은 후 대사직을 떠났다. 보그라는 1962년 6월 8일 헌법위원회를 이끄는 데 임명된 만주르 카디르의 뒤를 이어 외무장관으로 임명되었을 때 아유브 행정부에 합류했다.
그의 임명 직후, 그는 중화인민공화국을 방문했고, 그곳에서 그는 마침내 파키스탄의 마지막 국경 지대에 대한 중화인민공화국과의 역사적, 평화적 해결을 이끌었던 중화인민공화국 지도부와 대화를 시작했다. 외무장관으로서 그는 친서방 정책을 지도하였으나 1962년 인도-중국 전쟁 동안 서방과 미국이 인도를 지원하는 것을 목격한 후 소련과의 관계를 개선하기 위해 노력하였다. 아유브 대통령과 함께 소련을 방문한 후, 보그라는 "영원한 친구나 영원한 적은 없다"는 말을 인용했다.
이 기간 동안 그의 건강은 심각한 문제가 되었고 질병은 카슈미르에 대한 회의를 놓치는 원인이 되었으나 그의 부관 줄피카르 알리 부토는 1962년 12월 26일 미국에서 참석하였다.  1963년 보그라는 다카에 머무르던 중 사망하였고, 동파키스탄(현 방글라데시)의 보그라 나와브 궁전에 묻혔다.

## 개인 생활
첫 번째 부인은 베굼 하미다 모하마드 알리였고, 두 번째 부인은 레바논 여성 알리야 베굼이었다. 이 결혼은 파키스탄의 엘리트들 사이에서 흔치 않은 일부다처제를 구성했기 때문에 논란이 되었다.

## 사망
보그라는 1963년 1월 23일 다카에서 사망했다. 정치인 아즈말 알리 추두리는 갑작스러운 죽음에 대해 애도를 표하고 "깊은 슬픔"을 느꼈다.